# Heping (köpinghuvudort i Kina, Hainan Sheng, lat 18,90, long 110,02)
Heping är en köpinghuvudort i Kina. Den ligger i provinsen Hainan, i den södra delen av landet, omkring 130 kilometer söder om provinshuvudstaden Haikou. Antalet invånare är 8 452. Befolkningen består av 3 929 kvinnor och 4 523 män. Barn under 15 år utgör 23,0 %, vuxna 15-64 år 70 %, och äldre över 65 år 5,0 %.
Runt Heping är det tätbefolkat, med 276 invånare per kvadratkilometer. Närmaste större samhälle är Sangengluo, 17,4 km öster om Heping. I omgivningarna runt Heping växer i huvudsak städsegrön lövskog.
Genomsnittlig årsnederbörd är 2 185 millimeter. Den regnigaste månaden är september, med i genomsnitt 364 mm nederbörd, och den torraste är januari, med 20 mm nederbörd.